# Villa Saraceno
La villa Saraceno est une villa veneta située à Agugliaro en Vénétie et conçue par l'architecte Andrea Palladio (1508 - 1580).
Cette villa, appartenant à la fondation anglaise, The Landmark Trust, dont le président est le prince Charles d'Angleterre, a été inscrite avec vingt-trois autres villas palladiennes sur la liste du patrimoine mondial de l'UNESCO.